# وزارت امور خارجه و مهاجران (سوریه)
وزارت امور خارجه و مهاجران سوریه (به عربی: وزارة الخارجية والمغتربين سوريا) یک وزارتخانه در سوریه است. این وزراتخانه در ۱۴ آوریل ۲۰۱۱ با وزارت امور مهاجران ادغام شد.

## فهرست وزیران

### پادشاهی عربی سوریه(۱۹۱۸–۱۹۲۰)
- (۱۹۲۰) عونی عبد الهادی
- (۱۹۲۰) عبدالرحمن شهبندر
- (۱۹۲۰) علاءالدین دروبی پاشا

### تحت‌الحمایگی سوریه(۱۹۳۰–۱۹۵۰)
- (۱۹۳۶–۱۹۳۹) سعدالله الجابری
- (۱۹۳۹) فارس الخوری
- (۱۹۳۹) خالد العظم
- (۱۹۴۱–۱۹۴۳) فارس الخوری
- (۱۹۴۳) نعیم انطاکی
- (۱۹۴۳–۱۹۴۵) جمیل مردم بیک
- (۱۹۴۵) میخائیل الیان
- (۱۹۴۵–۱۹۴۶) سعدالله الجابری

### جمهوری دوم سوریه(۱۹۵۰–۱۹۵۸)
- (۱۹۴۶–۱۹۴۷) نعیم الانطاکی
- (۱۹۴۷–۱۹۴۸) جمیل مردم بیک
- (۱۹۴۸) محسن البرازی
- (۱۹۴۸–۱۹۴۹) خالد العظم
- (۱۹۴۹) عادل ارسلان
- (۱۹۴۹) محسن البرازی
- (۱۹۴۹) ناظم القدسی
- (۱۹۴۹–۱۹۵۰) خالد العظم
- (۱۹۵۰–۱۹۵۱) ناظم القدسی
- (۱۹۵۱) خالد العظم
- (۱۹۵۱) فیضی الاتاسی
- (۱۹۵۲–۱۹۵۳) ظافر الرفاعی
- (۱۹۵۳–۱۹۵۴) خلیل مردم بک
- (۱۹۵۴ فیضی الاتاسی
- (۱۹۵۴) عزت صقال
- (۱۹۵۴–۱۹۵۵) فیضی الاتاسی
- (۱۹۵۵) خالد العظم
- (۱۹۵۵–۱۹۵۶) سعید الغزی
- (۱۹۵۶–۱۹۵۸) صلاح‌الدین بیطار

### جمهوری متحد عربی(۱۹۵۸–۱۹۶۱)
- محمود فوزی (۱۹۶۱)

### سوریه بعثی(۱۹۶۱–۲۰۲۴)
- (۱۹۶۱) مأمون الکزبری
- (۱۹۶۱) عزت النص
- (۱۹۶۱–۱۹۶۲) معروف الدوالیبی
- (۱۹۶۲) عدنان الازهری
- (۱۹۶۲) جمال الفرا
- (۱۹۶۲–۱۹۶۳) أسعد محاسن
- (۱۹۶۳) صلاح‌الدین بیطار
- (۱۹۶۳–۱۹۶۵) حسان مریود
- (۱۹۶۵–۱۹۶۶) ابراهیم ماخوس
- (۱۹۶۶) صلاح‌الدین بیطار
- (۱۹۶۶–۱۹۶۸) ابراهیم ماخوس
- (۱۹۶۸–۱۹۶۹) محمد عید الشاوی
- (۱۹۶۹–۱۹۷۰) مصطفی السعید
- (۱۹۷۰–۱۹۸۴) عبدالحلیم خدام
- (۱۹۸۴–۲۰۰۶) فاروق الشرع
- (۲۰۰۶–۲۰۲۰) ولید معلم
- (۲۰۲۰–۲۰۲۴) فیصل مقداد

### دولت انتقالی سوریه(۲۰۲۴–اکنون)
- (۲۰۲۴) بسام صباغ
- (۲۰۲۴–اکنون) اسعد حسن شیبانی